# Слободка (метеорит)
Слободка — метеорит-хондрит весом 2750 грамм.
Метеорит Слободка, весом первоначально в «семь фунтов», упал 10
августа 1818 г. на крестьянский двор в деревне Слободки Юхновского уезда Смоленской губернии и углубился в землю на «десять вершков». Метеорит замечателен своей формой, очень похожей на форму метеорита Доронинск, и имеет вид наклонной пирамиды с усеченной вершиной.